# ادوین دایور
ادوین دایور (انگلیسی: Edwin Diver; ۲۰ مارس ۱۸۶۱ – ۲۷ دسامبر ۱۹۲۴) بازیکن فوتبال، و بازیکن کریکت اهل پادشاهی متحد بریتانیای کبیر و ایرلند بود.
از باشگاه‌هایی که در آن بازی کرده‌است می‌توان به باشگاه فوتبال استون ویلا اشاره کرد.